# Хронологія Львова

## V століття
- V століття — виникло постійне Слов'янське поселення в околицях сучасної площі Різні у Львові.

## X століття
- X — XII ст. — Давньоруське поселення на Замковій горі.

## XIII століття
- 1238—1264 — Правління князя Данила Романовича (після 1253 — короля Данила) у Галицько-Волинському князівстві.
- 1247 — Ймовірний рік заснування Львова
- 1250 — Заснування храму св. Івана Хрестителя
- 1256 — Перша літописна згадка про Львів.
- 1259 — Руйнування дерев'яних укріплень Львова на веління ординського воєначальника Бурундая.
- 1264—1301 — Правління короля Лева Даниловича.
- 1270 — Відбудова міських укріплень, Високого та Низького замків. Побудова королем Левом «нового міста» — сучасного Середмістя в околицях площі Ринок
- 1272 — Львів — столиця Королівства Русі
- 1283,[1] 1287 — Оборона Львова від військ хана Телебуги.

## XIV століття
- 1301—1308 — Правління князя Юрія І Львовича.
- 1303 — Заснування Галицької церковної митрополії.
- 1323 — Загибель князів Андрія II і Лева II Юрійовичів.
- 1323—1339 — Правління Юрія II Болеслава Тройденовича.
- 1340 — Отруєння короля Юрія II Болеслава (імовірно, у соборі святого Юра). Грабіжницькі походи Казимира III на Львівську землю, здобуття та пограбування замку (2 корони, престол, обсаджений золотом, княжий плащ, дорогі хрести тощо[2]) спалення міста[1], яке не відбудовували.[3]
- 1340—1345 — Правління боярина Дмитра Детька.
- 1341 — Остання коронація. У соборі св. Юра присягу складає останній король Русі — Дмитро-Любарт. На згадку вилитий дзвін Дмитро — найстарший нині дзвін в Україні.[джерело?]
- 1349—1387 — Львів як столиця Руського королівства перебуває у складі Польщі та Угорщини.
- 1351 — Казимир III поповнює варту Львова тевтонською залогою. Львів відбиває облогу Любарта.
- 1351 (1353[4]) — Любарт захоплює та спустошує Львів.
- 1351 — призначений перший львівський староста Отто з Пільчі (Otto z Pilczy).[5]
- 1356, 17 червня — Львів отримує привілей магдебурзького права, наданий польським королем Казимиром III[6][7]. Населення міста налічує близько 5 тис. осіб.
- 1360-ті роки — Початок будівництва Вірменської церкви (збереглась донині)
- 1370—1387 — Галичина у складі Угорського королівства
- 1372—1379 — Правління князя Володислава II Опольського.
- 1377 — Тевтонці будують перший шпиталь у Львові імені св. Єлизавети.
- 1378 — в місті розташували угорську залогу[4]
- 1381 — Перша документальна згадка про львівську ратушу.
- 1387 — анексія Галичини і Львова Польським королівством (до 1772 р.)
- 1387 — королева Ядвіга надалу право складу[8]
- 1399 — у місті була руська церква[9]

## XV століття
- 1404 — встановлено годинник на ратуші.[10]
- 1407 — Король Владислав II Ягайло перебував у Львові та інших містах «Русі».[11]
- 1410 — Військо Львова з іншими галицькими хоругвами бере участь у битві при Ґрюнвальді (Леопольська хоругва).
- 1410 — на площі Ринок кинули в багно 52 бойові прапори Тевтонського ордену, захоплені в битві при Ґрюнвальді.[12] Перебування полонених хрестоносців у Високому Замку.[13]
- 1425 — встановлено дерев'яний (потім кам'яний) стовп ганьби на площі Ринок (зараз квітник на західній стороні).[14]
- 1434 — Утворення Руського воєводства з центром у Львові.
- 1437, 4 вересня — князь Свидригайло уклав в місті «провізоричну» угоду з «польськими панами», за якою олеський староста Ян з Сєнна і Олеська та Вінцентій з Шамотул зайняли Луцьк[15]
- 1439  — перша згадка про Львівське братство.
- 1439 — під час голоду та мору в Польщі король з двором проживав у місті[16]
- 1440 — король засвідчив свій борг місту у 950 гривень, який наказав сплатити[17]
- 1444 — Владислав ІІІ дарував Суду Львівського магістрату право ловити по всій руській землі злочинців, вбивць та злодіїв, судити і карати їх[18].
- 1445 — Завершення будівництва оборонних веж Високого муру.
- 1438, 1498 — Напади татарських і турецьких військ.
- 1452 — площа Ринок і головні вулиці були забруковані[19]
- 1460 — Згадка про друкарню Степана Дропана. Проте його друки не дійшли до наших днів.
- 1460, квітень — приїзд до міста короля через гострий конфлікт міщан зі старостою Анджеєм Одровонжом, який вислухав міщан та їх протекторів — Станіслава з Ходча, Юрія Струмила, архієпископа РКЦ Григорія Сяноцького затвердив давні права городян[20]
- 1460, 3 вересня — між міщанами та старостою А. Одровонжем було складено угоду, в якій він обіцяв не шкодити місту[21]
- 1464, 13 грудня — створено «конфедерацію міста Львова» проти старости А. Одровонжа на чолі з Юрієм Струмилом[21]
- 1479, 1494 — Великі пожежі міста.
- 1489—1491 — реконструкція ратуші.[10]

## XVI століття
- 1509 — Облога міста Богданом III Сліпим з волохами, татарами, турками, які спалили костел св. Анни (на місці теперішньої церкви Анни)[22]
- 1509 — король вирішив на користь латинських архієпископів Львова суперечку Бернарда Вільчека з руським воєводою Яном Одровонжом щодо права призначати намісника Львівського православного митрополита[23]
- 1511 — облога міста Богданом III Сліпим[24]
- 1511 — Велика пожежа в місті, вилив Полтви.
- 1514, червень — Паводок на Полтві
- 1517 — за твердженням Д. Зубрицького, цим роком датується останній міський акт, написаний німецькою мовою.[25]
- 1519, 5 березня — вальний сейм прийняв Статут львівських вірмен, який пізніше затвердив король[26]
- 1521 — Скарга православних міщан королю через заборону переходити через Площу Ринок зі святими дарами, запаленими свічками та під час похоронів. Король дозволив проходи без співу та запалених свічок (потім міщани не зважали на це).[27]
- 1524, літо — під час нищівного нападу татар великий гетьман коронний Миколай Фірлей знаходився в місті, висилаючи тільки невеликі загони проти нападників.[28]
- 1527 (початок червня) — найбільша міська пожежа знищила готичний Львів.
- 1538 — на вимогу короля львівський староста Гербурт Микола з Однова керував зміцненням мурів замку Львова[29]
- 1538, 4 квітня — король видав привілей стосовно прав львівського старости[29]
- 1540 — Рада міста заборонила дерев'яне будівництво.[30]
- 1541, 2 липня — король видав остаточний привілей стосовно прав львівського старости, за яким він мав право обирати так званого королівського бурмістра з 6-ти урядуючих райців[29]
- 1542—1544 — Створення перших братств.
- 1547 — Йоб Братфуш (Претфус), агент Яна Амора Тарновського, купив у львівських міщан Вольфа та Януша Шольців, Георга Ґансборна «pro sua necessitate» 21 віз «броні січної», 17 возів «залізива», 115 штук «броні пальної», аркебузу, ручні мушкети[31]
- 1553 — закінчення тривалого судового процесу між львівським старостою Миколаєм Гербуртом та міськими владою, цехами (програш старости)[29]
- 1564, 5 травня — Страта Штефана Томші
- 1572—1629 — Будівництво Успенського ансамблю, що складається з вежі-дзвіниці, Успенської церкви та каплиці Трьох Святителів
- 1572 — король Сигізмунд ІІ порівняв у правах русинів з поляками та іншими міщанами-католиками, привілей підтвердили 2 наступні королі[32]
- 1572 — Костянтин Корнякт перестав бути державцем міської пивниці[33]
- 1574 — Іван Федорович видає у Львові «Апостол» і «Буквар»
- 1577 — створено колегію 40 мужів.[34]
- бл. 1578 — Баторій привілеєм дозволив русинам міста продавати тільки малі обсяги товарів під час ярмарків, заборонивши це робити в інші дні, заборонив володіти шинками, право пропінації[35]
- 1578 — весною король Баторій прибув до міста, перебував тут 4 місяці, місто мало сумний вигляд[32]
- 1578, 16 червня — Страта Івана Підкови, під час події зламався дах над передсінком ратуші[27]
- 1579, 28 червня — Барсумас Богданович отримав підтвердження короля на посаду вірменського єпископа
- 1582 — страта господаря Молдови Янкула[14]
- 1585 — Створено школу при Львівському братстві. Її пройшли гетьман Петро Сагайдачний, митрополит Петро Могила та ін.
- 1586 — Затверджено статут Успенського братства. Надання права Ставропігії.
- 1586 — Папа Сикст V подарував місту частину свого герба — 3 пагорби з 8-променевою зіркою над ними.[36]
- 1588 — урочистості на Площі Ринок з нагоди коронації Сигізмунда III Вази, брали участь 1700 козаків Костянтина Ружинського.[27]
- 1591 — Засновано друкарню Львівського братства.
- 1594 — до стіни однієї з середринкових кам'яниць прикріпили довгий ланцюг з обручем, в який заковували сварливих жінок.[37]
- 1594—1595 — процес Львівського братства з маґістратом Львова за право дзвонити
- 1595 — заборона магістратом православним міщанам святкових та похоронних переходів через Площу Ринок; замкнення у в'язниці найвизначніших братчиків після невиконання рішення.[38]
- 1599, 27 серпня — в будинку Ставропігії відбулись збори делегатів всіх львівських православних церковних братств; вирішили накласти на всіх міщан-українців податок для ведення процесу з магістратом Львова, щоб відновити рівноправність з іншими міщанами[39]

## XVII століття
- 1604, 16 травня (в неділю)  —  бурґомістр Львова Якуб Вьотеський влаштував бенкет для організаторів приватного українсько-польського війська яке 20 червня 1605 року захопило Москву.[40]
- поч. 17 століття — Населення Львова налічує 17-20 тис. осіб.
- 1605 — розряд блискавки потравив у хрест на Княжій горі
- 1606 — Засновано Єзуїтську колегію. У ній навчались гетьман Богдан Хмельницький та князь Ярема Вишневецький
- 1617—1619 — реставрація ратуші.[10]
- 1620—1623 — «чорне чотириріччя», вимерли 2/3 населення.[41]
- 1622 — Мартин Кампіан на запит міської ради отримав під особистий нагляд дохід з податків від виробництва горілки — «горілчане», який зобов'язався збільшити; брав за це 10 % винагороди
- 1623 — Боїм Павло Юрій разом з іншими райцями-резидентами ухвалили рішення фундувати вівтар св. Роха в латинській катедрі.[42]
- 1623 — М. Кампіан отримав необхідну для цього згоду короля та додатковий податок — «гайдучне» — для найму корогви гайдуків; з цієї пори корогва підпорядковувалась особисто йому, кілька років була пострахом міста та околиць.
- 1625 — М. Кампіан, незважаючи на протести частини міщан через ймовірне подальше зростання йому заборгованості, розпочав будівництво нових фортифікацій[43]
- 1625—1627 — під керівництвом М. Кампіана було збудовано мури зі сторони Галицького передмістя, розпочато будівництво Галицької та Зимновідської брам, зміцнили старі укріплення
- 1627 — бурмістр, доктор медицини Еразм Сікст, без відома та згоди колегії 40 мужів, уклав з М. Кампіаном дуже вигідний для останнього контракт, за яким віддав тому на 6 років доходи від міського податку «пол. sztukowego», що дозволяє припустити про певні додаткові домовленості між ними
- 1628 — М. Кампіан отримав згоду короля на будівництво окремої кам'яниці для фундованого батьком ломбарду «Братства милосердя» (існував до 1783 року)
- 1628 — колишній бурмістр Еразм Сікст розпочав проти М. Кампіана процес щодо зловживань останнього під час перебування на посаді пол. loner'а Львова, порушення ним прав, міських привілеїв; з часом справа з міжособистого конфлкту перейшла в процес міста Львова проти М. Кампіана, виявила корупцію, підкуп райців, виступали десятки свідків; М. Кампіан перестав бути райцею
- 1628, липень — М. Кампіан отримав лист короля, який рекомендував львівському старості С. Б. Мнішеку наказати міській раді повернення М. Кампіану гідності
- 1628, 28 листопада — декрет короля рекомендував міській раді Львова прийняти до числа райців М. Кампіана, справу завершити полюбовним судом; суд вирішив зобов'язати М. Кампіана заплатити місту значне відшкодування
- 1629, 26 жовтня — було заплановано спільний Синод Руських Православної та Унійної церков в місті; взяли участь тільки греко-католики[44]
- 1629 — у катедрі перший раз відправили Богослужіння єпископи-уніати, між ними Мелетій Смотрицький, митрополит Йосиф Рутський. Проповідь мав королівський проповідник Матеуш Бембус[45]
- 1641 — угода про вступ до міського шевського цеху українців на рівних правах з поляками[46]
- 1648, вересень — нарада шляхти (близько 3000 осіб) у костелі св. Хреста; оборону міста та краю віддано князю Яремі Вишневецькому[47]
- 1648, 6-16 жовтня — Підпалення передмість польською командою міста для його оборони від козаків.[46] Облога Львова козаками і татарами під проводом Б. Хмельницького. Козаки Максима Кривоноса здобули Високий Замок.
- 1655, 25 вересня—8 листопада — Друга облога військами Б. Хмельницького, в союзі з москвинами.
- 1660, кінець липня — королівський двір переїхав до Львова через появу чуми у Варшаві[48]
- 1661 — Заснування університету у Львові.
- 1664 — жидівський погром на тодішньому Краківському передмісті. Підпалення передмість польською командою міста для його оборони від козаків[49]
- 1672, 1675, 1695 — Напади турецько-татарських військ, в союзі з козаками Петра Дорошенка.
- 1672 — з вежі ратуші впав гербовий лев
- 1672 — турки взяли Високий замок
- 1675, 22 серпня — під Львовом малі сили коронного війська на чолі з королем Яном III розбили татар, погнали до Сучави[50]
- 1686 — Підписання у Львові в палаці Корнякта «Вічного миру» між Московією і Польщею.
- 1686, грудень — рада сенату Речі Посполитої у Львові, різка критика королем позиції Казимира Яна Сапеги[51]
- Перед татарським нападом 11 лютого 1691 р. за наказом Станіслава Яна Яблоновського було укріплене передмістя над тодішньою Млинівкою, головно коло т. зв. Мурованого мосту,[52] але татари вдерлись з Клепарова. При відступі свої трупи татари стягнули під церкву Воскресіння, спалили її разом з сусідніми хатами[49]
- 1698, квітень — в місті було проведено поділ спадку померлого короля Яна III між його вдовою, синами[53]

## XVIII століття
- 1704 — безперешкодне заволодіння Високим Замком шведами.[54] Штурм і пограбування міста шведськими військами Карла XII. Зубожіння міста.
- 1729, 5 грудня — на замку склав присягу новий староста Йоахім Потоцький[55]
- 1738 — король дозволив представникам жидівської громади торгувати на вулиці Руській[56]
- 1744—1761 — спорудження сучасного собору Св. Юра.
- 1745 — Юрій Коцій став першим українцем — членом магістрату (міської ради) після завершення тривалого процесу[34]
- 1747 — почала діяти заснована масоном високого ступеню «Лицар Сходу», французом гугенотського походження з, ймовірно, шотландським прізвищем Лонггампс масонська ложа «Трьох Богинь»[57]
- 1770 — вилив Полтви, вода затопила нижчі пивниці, підземелля церков, у криптах почали розкладатися тіла похованих, місто ледь уникло пошесті
- 1772, 19 вересня — Зайняття Львова австрійськими військами.
- 1772 — утворення в складі Габсбурзької імперії Королівства Галичини і Лодомерії зі столицею у Львові.
- 1772, 4 жовтня — під час церемонії у Львові Антон фон Перґен від імені імператорів Марії Терези та Йозефа ІІ офіційно проголосив про повернення Королівства Галичини та Володимирії під владу монарха Угорщини, який мав право претендувати на Галицько-Волинське князівство — Русько королівство — з часів середньовіччя.[58]
- 1773, 6 серпня — імператор Йозеф II прибув до міста
- 1773 — під час перших відвідин міста карета імператора (цісаря) Йозефа II (6 коней) застрягла на Площі Ринок в болоті[59]
- 1776 — початок видання «Gazett d'Leopol», першої газети в Україні.
- 1776 — засновано перший постійно діючий міський театр.
- 1777 — початок ліквідації міських укріплень.
- 1778 — пожежа Вірменського собору, згоріло багато архівних документів[60]
- 1780 — церковна реформа Йозефа II (т. зв. «йозефінська касата»).
- 1783, 13 травня — цісар Йозеф II видав декрет про піднесення міст Галичини та Лодомерії, відбулась їх класифікація. До І-го класу віднесли Львів як столицю, резиденцію гебернської влади.[61]
- 1783 — заснування Духовної греко-католицької семінарії у Львові; розпорядження цісаря Йозефа II про знесення у Львові церковних кладовищ, заснування 4-х загальних цвинтарів за межами міста[62].
- 1783 — розпорядження цісаря Йозефа II про ліквідацію цвинтарів довкола храмів, звільнення крипт храмів від похованих, заборона подальших поховань в них.[63]
- 1784 — реорганізація Єзуїтської академії у Львові на університет. Створення бібліотеки.
- 1784—1785 — заснування першої української академічної гімназії
- 1786 — розібрали єдиний вцілілий будинок після пожежі 1527 р.[30]
- 1786, 18 жовтня — оголошення конкурсу на заміщення посад після патенту цісаря від 31 серпня 1786; тривав до середини листопада.
- 1787, 1 грудня — почав роботу новий Львівський магістрат на чолі з Францом Антоном Лоренцом.[64]
- 1789 — цісар надав місту особливі привілеї
- 1790 — місто закупило одну з 12-ти будівель з північної сторони ратуші для заміни старих її приміщень новими
- 1793 — споруджено чотири фонтани на площі Ринок[14]

## XIX століття
- 1817 — Засновано Інститут Оссолінських.
- 1820 — в місті почав діяти окремий карний суд, магістрат втратив повноваження в карних справах.
- 1826, 14 липня — пополудні «зарисувалася»[65], о чверть на 7-му завалилася ратуша. Загинули трубач, два жовніри, кілька робітників.[38]
- 1827, 21 жовтня — заклали наріжний камінь нової ратуші[66]
- 1830-ті — Діяльність гуртка «Руська Трійця».
- 1830—1840 — озеленення Високого Замку, засипано яр
- 1835 — освячення нової ратуші
- 1841 — забарона магістрату на будівництво голландських вітряків на Високому Замку.[54]
- 1841, 15 серпня — збудовано штучну печеру на Високому Замку[3]
- 1844 — Відкрито Технічну академію — майбутній Національний університет "Львівська політехніка".
- 1844 — Опубліковано «Хроніку міста Львова» Дениса Зубрицького.
- 1845 — побудовано ресторан на терасі Високого Замку[3]
- 1848, березень — Масові антиавстрійські виступи львів'ян
- 1848, 19 березня — представники галицької шляхти виступили з петицією під назвою «Адрес 18 березня», підписану 12000 львів'ян[67]
- 1848, 2 травня — Створено Головну Руську раду.
- 1848, 15 травня — Вихід газети «Зоря Галицька».
- 1848, 19 жовтня — 25 жовтня — Собор Руських учених.
- 1848, 1 листопада — 2 листопада — Збройне повстання.
- 1848, 2 листопада — обстріл Площі Ринок цісарською артилерією. Пожежа на ратуші: горіла вежа, впали баня, годинник, дзвони; згоріли дахи, частина поверхів, реєстратура, частина архівів, старовинні пам'ятки.[68]
- 1849 — Засновано Народний дім у Львові.
- 1850 — У квітні організовано міський корпус помперів — пожежників.
- 1851 — Засновано історичний музей.
- 1851 — відбудовано ратушу.
- 1851, 1855 — відвідини Замкової Гори цісарем Францом Йозефом І[69]
- 1853 — львівські аптекарі Ігнатій Лукасевич і Ян Зег винайшли гасову лампу.
- 1858 — став до ладу газовий завод.[37]
- 1858 — Газове освітлення вулиць міста.
- 1861 — Збудовано залізницю Львів — Перемишль, пізніше — Краків.
- 1864 — Відкрито український театр при товаристві «Руська бесіда».
- 1867 — Створено у грудні добровільне пожежне товариство «Сокіл»
- 1868 — Засновано культурно-освітнє товариство "Просвіта".
- 1869, 12 серпня — початок насипання «копця» на Високому Замку[70]
- 1870 — Відновлено міське самоврядування. Інтенсивний розвиток за кілька десятиліть перетворили Львів у одне з найкраще впорядкованих міст Європи. У Львові — 87000 мешканців.
- 1873 — заснування одного з найстаріших у Європі Природничого музею.
- 1873 — Засновано Наукове товариство ім. Шевченка (НТШ) — неофіційну Академію Наук українського народу.
- 1874 — створено міський промисловий музей (тепер Музей етнографії та художнього промислу) — один з найбільших спеціалізованих етнографічних музеїв Європи, найбагатша художня скарбниця декоративного ужиткового мистецтва України. Тут знаходиться найбільша і найцінніша в Україні колекція годинників.
- 1877 — почалось навчання у щойно створеній Школі рисунку і моделювання.
- 1879 — засновано парк Кілінського (тепер Стрийський парк), який на поч. 20 століття був визнаний одним із найкрасивіших парків Європи.
- 1880 травень — вперше в Україні запрацював кінний трамвай.
- 1882—1883 — створення першого в Україні Інституту географії.
- 1883 — започатковано перший в Україні міський телефонний зв'язок.
- 1884 — засновано «Акціонерне аеронавтичне товариство», яке випускало на німецькій та польській мовах одну з перших у світі спеціалізовану газету «Аеронавт».
- 1890, 4—5 жовтня — установчий з'їзд та створення у Львові Русько-української радикальної партії (РУРП) — першої української легальної політичної партії європейського типу і першої у Європі селянської партії соціального спрямування.
- 1893 — уперше в Україні заснована кінна станція швидкої допомоги.
- 1894 — запущено в дію електричний трамвай.
- 1894 14 липня — відбувся перший в українській історії футбольний матч між командами Львова і Кракова.
- 1895 — вперше в Україні названо вулицю ім'ям Тараса Шевченка.
- 1897 — створено галерею європейського мистецтва (тепер Львівська галерея мистецтв) — найбільший художній музей в Україні, в якому зібрано понад 50 тисяч творів мистецтва.
- Кінець. 19 ст. — на вулиці Театральній уперше в Україні для освітлення вулиці було використано люмінесцентні лампи.
- близько 1900 — буря частково знищила старі дерева Високого Замку[3]

## XX століття
- Початок XX ст. — Львів був єдиним містом у світі, де були розташовані резиденції трьох католицьких архієпископів: греко-католицького, римо-католицького і вірмено-католицького.
- 1900 — за проєктом архітектора Зигмунта Горголевського збудовано Львівський оперний театр — один з найгарніших у Європі.
- 1904 — заснування читальні «Просвіти» оо. Василіянами на Жовківському передмісті (вул. Об'їзд, 6), пізніше тут заснували захоронку. Підпалення передмість польською командою міста для його оборони від козаків[71]
- 1905 — створення у Львові першого Українського національного музею.
- 1905 — у Львові відбулася перша Всеукраїнська мистецька виставка.
- 1914 — погроми за участи «приміського шумовиння» під час і після демонстрації безробітних, які потерпали від голоду[72].
- 1914 — роздавання хліба тим, хто потерпає від голоду[73]
- 1914 — споруджено нове приміщення філії Австро-Угорського банку у Львові[74]
- 1916, лютий — у місті — епідемія венеричних хвороб[75].
- 1918, 1 листопада — Листопадовий Чин. Утворення Західно-Української Народної Республіки зі столицею у Львові.
- 1918, 21 листопада — окупація міста польськими військами.
- 1920—1925  — діяльність Українського Таємного Університету.
- 1928 — професор Львівського університету Рудольф Вайґль уперше у світі винайшов вакцину проти висипного тифу [Архівовано 22 лютого 2005 у Wayback Machine.].
- 1929 — у Львові організована перша в Україні хокейна (з шайбою) команда СТ «Україна», воротар якої Микола Скрипій одним з перших у світі застосував захисну воротарську маску, переробивши її з австрійської[76] (чи польської) солдатської каски.
- 1930, 11 квітня — розпорядженням Ради Міністрів з Львівського повіту вилучено і приєднано до міста Львова: села Замарстинів, Клепарів, Голоско Мале, Знесіння, Сигнівка, Кульпарків, присілок Левандівка села Білогорща, частини земель сіл Козельники і Кривчиці.[77]
- 1932 — в костелі Марії Магдалини встановлено виготовлений в Чехії найбільший в Україні орга́н.
- 1939 — за пактом Ріббентропа-Молотова Львів разом з західноукраїнськими землями відходить до складу СРСР.
- 1941, червень — масові розстріли в'язнів у тюрмах НКВС, тисячі загиблих.
- 1941, 30 червня — проголошення Акту відновлення Української державності ОУН.
- 1941—1944  — гітлерівсько-німецька окупація міста — діяльність 2 концтаборів та єврейського ґетто. Масове винищення львівських євреїв.
- 1944, 27 липня — окупація Львова радянськими військами
- 1944 — перестав діяти базар на площі Ринок.[12]
- 1946  — Псевдособор. Ліквідація Української Греко-Католицької Церкви.
- 1950, 5 березня — загибель у Білогорщі головнокомандувача Української Повстанської Армії генерала-хорунжого Романа Шухевича
- 1951 травень — Львівський автобусний завод випустив перші в Україні автобуси.
- 1960-ті — 1970-ті — у Львові виробляли одні з найкращих за якістю в СРСР пиво, цукерки («Світоч»), автобуси (ЛАЗ) і телевізори («Електрон»).
- 1970  — В'ячеслав Чорновіл засновує підпільний журнал «Український вісник»
- 1971 — засновано скансен « Шевченківський гай», у якому знаходяться шість старовинних дерев'яних храмів. Такої кількості культових споруд немає в жодному музеї світу.
- 1975 — у Львові створено перший в Україні архітектурний заповідник, який поєднував у собі всю територію середньовічного ядра міста.
- 1981 — у будівлі Міського арсеналу засновано єдиний в Україні та колишньому СРСР музей зброї.
- 1960-ті — 1980-ті — у Львові та області при населенні 0,8 % від загального населення СРСР було більше 10 % усіх діючих культових споруд, таким чином Львівщина була найрелігійнішим регіоном Союзу.
- 1979  — в Брюховицькому лісі знайдено тіло Володимира Івасюка. Похорон композитора перетворився в багатосоттисячну антирадянську демонстрацію.
- 1988—1991  — масові протести українців з вимогою Незалежності України
- 1990, квітень — відновлення УГКЦ. Повернення Мирослава-Івана кардинала Любачівського на Святоюрську гору.
- 1990 — На ратуші піднято український національний синьо-жовтий прапор.
- 1991—2001 — у Львові і на Львівщині було збудовано найбільшу кількість церков в Україні — 280.
- 1998 — Ансамбль історичного центру Львова внесений до Списку Світової Спадщини ЮНЕСКО.
- 1999, 14 травня-15 травня — Львів став єдиним містом в історії України, яке приймало одночасно дев'ятьох керівників держав під час саміту глав держав Східної та Центральної Європи.

## XXI століття
- 30 травня 2000 року в день похорону композитора Ігоря Білозора на вулиці Львова вийшло більше ста тисяч людей. Білозіра вбили у Львові на просп. Шевченка.
- 27 червня 2001 — Візит до Львова Папи Римського — Івана Павла II. У Львові відбулася акція за участі великої кількості людей: на Літургії у візантійському обряді, яку відслужив Іван Павло II на львівському іподромі були присутніми близько півтора мільйона осіб.
- 29 червня 2002 — у Львові відкрито перший на пострадянських теренах і перший, заснований УГКЦ, Український Католицький Університет.
- 27 липня 2002 — Скнилівська авіакатастрофа. Під час авіаційного шоу на Скнилівському льотовищі розбився військовий літак. Внаслідок трагедії загинуло 77 людей, з них 27 — діти.
- 2004, листопад-грудень — Помаранчева революція. На мітингах в центрі Львова збирались до 200000 людей.
- 2011, 29 жовтня — урочисто відкрито стадіон «Арена Львів»
- 2011 — на проспекті Свободи раптово помер кінь, який тягнув карету[78]
- 2012, червень — проведення у Львові «Євро 2012» з футболу (3 матчі)
- 2013, грудень — 2014 лютий — Євромайдан, усунення правління «Партії регіонів». На мітингах в центрі Львова (біля пам'ятника Тарасові Шевченку) збирались десятки тисяч людей.
- 2014 — «Арена Львів» стала тимчасовою домашньою «резиденцією» ФК «Шахтар» (Донецьк), зокрема, проходили матчі Ліги Чемпіонів УЄФА
- 2015, 29 липня — пам'ятник Андрею Шептицькому урочисто відкрито на площі перед Архікафедральним собором святого Юра за присутності президента України Петра Порошенка.[79]
- 2016, 17 листопада — запустили трамвай на Сихів.[80] [Архівовано 18 листопада 2016 у Wayback Machine.]